# Cal Gervasi (Santa Maria de Merlès)
Cal Gervasi és una masia de Santa Maria de Merlès (Berguedà) inclosa a l'Inventari del Patrimoni Arquitectònic de Catalunya.

## Descripció
Masia de planta rectangular, amb coberta a doble vessant i el carener paral·lel a la façana, orientada a llevant. Consta de planta baixa i dos pisos. La façana principal té un portal d'arc de mig punt adovellat al centre i, en el mateix eix, una finestra allindada per nivell. A tramuntana, la masia té una gran galeria, al primer i segon pis, d'arcs de mig punt. A les altres façanes hi ha finestres amb llinda i sense cap decoració.

## Història
La masia és una obra recent, de nova planta, començada possiblement al segle xvii, pel cantó de llevant, i acabada al segle xviii, amb la construcció de les galeries, pròpies d'aquest segle.